# Arild Stubhaug
Arild Stubhaug, né le 25 mai 1948  à Naustdal, est un écrivain et historien des mathématiques norvégien.

## Biographie
Il obtient le prix Dobloug en 2010.

## Œuvres traduites en français
- Sophus Lie. Une pensée audacieuse [« The mathematician Sophus Lie : it was the audacity of my thinking »], trad. de Marie-José Beaud et Patricia Chwat, Paris-Berlin, Springer verlag, 2005, 567 p.  (ISBN 2-287-25171-5)